# 正東唱片
正東唱片（Go East Entertainment Co., Ltd.）是香港一家唱片公司，成立時為寶麗金唱片附屬公司，但當時運作完全獨立於香港的寶麗金唱片之外，例如版權管理方面有自家的正東音樂版權有限公司（Go East Music Publishing Co., Ltd.）。
正東唱片成立於1994年3月3日，由當時寶麗金總裁鄭東漢邀請黃柏高創立，陳慧琳為首位加盟歌手。正東曾在台灣與開麗創意組合合作，後於1996年在台灣設立分公司「正東國際股份有限公司」，但於1997年因亞洲金融風暴而撤出台灣，旗下歌手於台灣的代理發行交由台灣福茂唱片接手（2001年轉由台灣上華唱片代理，但是由台灣環球音樂直接發行）。1998年環球唱片收購寶麗金唱片後，正東成為環球旗下公司，和新藝寶唱片及上華唱片為兄弟公司。2003年環球唱片總公司正式把所有香港的公司合併，正東變成香港環球旗下的品牌。
另外，台灣福茂唱片的歌手於香港均交由正東唱片負責宣傳。另自2008年正東音樂版權有限公司解散後，福茂唱片旗下歌手改為香港環球唱片負責一切事務。

## 發展歷史及大事
1995年10月，正東唱片在台灣與開麗創意組合合作，並吸納開麗創意組合旗下藝人吳奇隆、陳志朋、蘇有朋、張克帆、沈依智、施易男、黃仲齊、傅薇加盟，同時另外取得中國紅星生產社旗下歌手老狼、田震、希莉娜依、小柯等歌手及同屬寶麗金旗下子廠牌非池中旗下歌手胡蓓蔚、達明一派在台灣的企劃及宣傳（由開麗創意組合負責，寶麗金唱片代理發行）。1996年7月，在台灣設立分公司「正東國際股份有限公司」，其後因為亞洲金融風暴關係撤出台灣（已於2003年1月清算完結），旗下歌手於台灣的代理發行交由福茂唱片接手。
2000年，正東唱片和開麗創意組合結束合作關係，開麗旗下歌手吳奇隆、陳志朋、蘇有朋、張克帆、沈依智、施易男、黃仲齊、傅薇陸續和正東約滿。
2001年，正東唱片、新藝寶唱片與福茂唱片在台灣的代理發行合約屆滿，旗下歌手陳慧琳、許志安已於台灣轉由環球唱片旗下之上華唱片代理發行（除蘇永康繼續在台灣交由福茂唱片發行外）；但福茂唱片旗下歌手其後仍然繼續交由正東唱片負責代理發行及宣傳，其他地區則交由環球唱片負責，現在連香港也交由環球唱片負責。
2003年，黃柏高離開正東唱片，決意自立門戶。由於黃柏高早於1999年設立金牌娛樂（當時僅為經理人公司），這次他成功帶走大部分歌手至金牌娛樂。另一方面，環球音樂決定整合大中華區業務，把正東唱片、新藝寶唱片及上華唱片運作合併，但仍然保持其獨立品牌。
2006年，正東唱片與種星堂娛樂結束合作關係，種星堂旗下歌手鄭融、董敏莉、朱洛賢及劉日曦和正東解約。
2008年11月21日，正東音樂版權有限公司解散。2017年6月9日起，正東唱片合併至母公司環球唱片，旗下歌手合約仍屬環球唱片名下繼續生效。

## 已解約歌手及音樂人

### 香港

#### 男
| 正東唱片(香港)男歌手列表 |          |                    |          |            |                 | |
| 歌手                     | 加入年份 | 簽約類型           | 脫離年份 | 脫離原因   | 新公司          | 註釋 |
| 黃耀明                   | 1995年   | 製作及發行（全約） | 2000年   | 改簽新公司 | 環球唱片        | 人山人海為經理人公司 2002年轉投紅音樂唱片 2012年轉投寰亞唱片                                                                                            |
| 雷頌德                   | 1995年   | 製作及發行（全約） | 2003年   | 改簽新公司 | 金牌娛樂        | 金牌娛樂為經理人公司 2010年轉投東亞唱片 (集團) |
| 馬浚偉                   | 1996年   | 代理發行（非全約） | 1998年   | 改簽新公司 | 建星唱片        | 建星娛樂為經理人公司 |
| 陳紀匡                   | 1996年   | 代理發行（非全約） | 1998年   | 改簽新公司 | 建星唱片        | 建星娛樂為經理人公司 |
| 馮德倫                   | 1996年   | 製作及發行（全約） | 2000年   | 改簽新公司 | 東方魅力        | 金牌娛樂為經理人公司 台灣地區由福茂唱片代理發行及宣傳 新馬地區由環球音樂代理發行及宣傳                                                                  |
| 許志安                   | 1997年   | 製作及發行（全約） | 2005年   | 改簽新公司 | 東亞唱片 (集團) | 台灣地區由福茂唱片及上華唱片代理發行及宣傳 新馬地區由環球音樂代理發行及宣傳 2014年轉投太陽娛樂文化 2022年轉投環球唱片                                   |
| 蘇永康                   | 1997年   | 唱片發行（非全約） | 2003年   | 改簽新公司 | 金牌娛樂        | 金牌娛樂為經理人公司 黃尚偉音樂工作室為製作公司 台灣地區由福茂唱片代理發行及宣傳 新馬地區由環球音樂代理發行及宣傳 次年（2004年）改簽 2011年轉投華星唱片 |
| 吳國敬                   | 1999年   | 製作及發行（全約） | 2003年   | 退居幕後   | 潮藝娛樂        | 金牌娛樂為經理人公司 台灣地區由福茂唱片代理發行及宣傳 2006年復出改簽 2009年轉投香港星跨媒體 2015年轉投創富文化集團（博美娛樂代理發行）                  |
| 方力申                   | 2001年   | 製作及發行（全約） | 2003年   | 改簽新公司 | 金牌娛樂        | 金牌娛樂為經理人公司 2015年轉投太陽娛樂文化 |
| 鄧健泓                   | 2000年   | 製作及發行（全約） | 2003年   | 改簽新公司 | 金牌娛樂        | 無綫電視為經理人公司 2005年改簽潮藝娛樂 |
| 鄧健泓                   | 2007年   | 唱片發行（非全約） | 2011年   | 合約期滿   | HMV數碼中國集團 | 無綫電視為經理人公司 正視音樂為製作公司 2017年復出改簽                                                                                                  |
| 葉文輝                   | 2002年   | 製作及發行（全約） | 2006年   | 合約期滿   | 潮藝娛樂        | 2008年改簽 2013年轉投星娛樂 |
| 劉浩龍                   | 2003年   | 製作及發行（全約） | 2006年   | 改簽新公司 | 東亞唱片 (集團) | 名澤娛樂為經理人公司 次年（2007年）改簽 2010年轉投華星唱片 2012年轉投寰亞唱片 2015年轉投太陽娛樂文化                                                    |
| 劉日曦                   | 2004年   | 唱片發行（非全約） | 2006年   | 與公司解約 | -               | 種星堂娛樂為經理人公司 |
| 陳小春                   | 2006年   | 製作及發行（全約） | 2011年   | 改簽新公司 | A Music         | 中國星集團為經理人公司 台灣及新馬地區由環球音樂代理發行及宣傳                                                                                           |
| 倫永亮                   | 2006年   | 唱片發行（非全約） | 2007年   | 改簽新公司 | 新世紀工作室    | Opus Forever音樂為製作公司 |
| 關楚耀                   | 2006年   | 製作及發行（全約） | 2015年   | 合約期滿   | Sunny Idea      | 2017年改簽 |
| 孫耀威                   | 2006年   | 製作及發行（全約） | 2015年   | 合約期滿   | 星娛樂          | 台灣及新馬地區由環球音樂代理發行及宣傳 2017年改簽 |

#### 女
| 正東唱片(香港)女歌手列表 |          |                    |          |            |                  | |
| 歌手                     | 加入年份 | 簽約類型           | 脫離年份 | 脫離原因   | 新公司           | 註釋 |
| 陳慧琳                   | 1995年   | 製作及發行（全約） | 2016年   | 公司改組   | 環球唱片         | 台灣地區由寶麗金（開麗創意組合宣傳）、 福茂唱片、上華唱片及環球音樂代理發行及宣傳 新馬地區由環球音樂代理發行及宣傳 2016年被轉移到環球唱片名下繼續生效 |
| 林楚麒                   | 1995年   | 製作及發行（全約） | 1997年   | 退出歌壇   | -                | 台灣地區由寶麗金代理發行（開麗創意組合宣傳） |
| 容祖兒                   | 1995年   | 製作及發行（全約） | 1996年   | 改簽新公司 | 嘉音唱片         | 1996年改簽 1998年轉投飛圖唱片 1999年合約轉往英皇娛樂                                                                                                  |
| 邱穎欣                   | 1995年   | 製作及發行（全約） | 1997年   | 退出歌壇   | -                | |
| 李沁怡                   | 1995年   | 製作及發行（全約） | 1997年   | 退出歌壇   | -                | |
| 李樂詩                   | 1996年   | 製作及發行（全約） | 1998年   | 合約期滿   | Joyce Artist     | 次年（1999年）自立門戶 |
| 戴辛尉                   | 2000年   | 製作及發行（全約） | 2002年   | 改簽新公司 | 126唱片 華納唱片 | 金牌娛樂為經理人公司 |
| 李彩樺                   | 2000年   | 製作及發行（全約） | 2003年   | 改簽新公司 | 金牌娛樂         | 台灣地區由上華唱片代理發行及宣傳 新馬地區由環球音樂代理發行及宣傳 金牌娛樂為經理人公司 2005年轉投新亞洲娛樂                                           |
| 梅艷芳                   | 2001年   | 唱片發行（非全約） | 2003年   | 逝世       | -                | Mui Music為製作公司 |
| 鄭融                     | 2003年   | 唱片發行（非全約） | 2006年   | 改簽新公司 | 東亞唱片 (集團)  | 種星堂娛樂為經理人公司 2007年轉投星娛樂 |
| 董敏莉                   | 2004年   | 唱片發行（非全約） | 2006年   | 與公司解約 | -                | 種星堂娛樂為經理人公司 |
| 朱洛賢                   | 2004年   | 唱片發行（非全約） | 2006年   | 與公司解約 | -                | 種星堂娛樂為經理人公司 |
| 林苑                     | 2005年   | 製作及發行（全約） | 2008年   | 與公司解約 | -                | - |
| 陳詩慧                   | 2008年   | 唱片發行（非全約） | 2010年   | 與公司解約 | 星娛樂           | 無綫電視為經理人公司 正視音樂為製作公司 2015年復出改簽                                                                                                |

#### 組合
| 正東唱片(香港)組合歌手列表 |          |                    |          |                                    |        |                                  |
| 歌手                       | 加入年份 | 簽約類型           | 脫離年份 | 脫離原因                           | 新公司 | 註釋                             |
| N.C.Girl                   | 1996年   | 製作及發行（全約） | 1997年   | 團體解散                           |        |                                  |
| Dry                        | 1996年   | 製作及發行（全約） | 1998年   | 團體解散，雷頌德、馮德倫作個人發展 |        |                                  |
| On-Line                    | 1999年   | 製作及發行（全約） | 2001年   | 團體解散，雷頌德退居幕後           |        |                                  |
| M.P.C                      | 2000年   | 製作及發行（全約） | 2003年   | 退出歌壇                           |        | 台灣地區由擎天娛樂代理發行及宣傳 |
| 3P                         | 2000年   | 製作及發行（全約） | 2001年   | 團體解散                           |        |                                  |

### 台灣

#### 男
| 正東唱片(台灣)男歌手列表 |          |                    |          |            |                     | |
| 歌手                     | 加入年份 | 簽約類型           | 脫離年份 | 脫離原因   | 新公司              | 註釋 |
| 吳奇隆                   | 1996年   | 唱片發行（非全約） | 2000年   | 改簽新公司 | 福隆經紀            | 開麗創意組合為經理人公司 2000年改簽 2003年自立北京稻草熊影視及吳奇隆工作室 2014年與太陽娛樂文化合組太陽動力文化傳播 |
| 蘇有朋                   | 1996年   | 唱片發行（非全約） | 1998年   | 改簽新公司 | 天中文化 擎天娛樂   | 開麗創意組合為經理人公司 2000年改簽                                                                                 |
| 陳志朋                   | 1996年   | 唱片發行（非全約） | 1998年   | 改簽新公司 | 東岳傳播            | 開麗創意組合為經理人公司 2000年改簽 2012年自立陳志朋工作室並轉投吉神文化 2015年轉投誠利千代文化                     |
| 張克帆                   | 1996年   | 唱片發行（非全約） | 1998年   | 自立門戶   | 客立客娛樂 擎天娛樂 | 開麗創意組合為經理人公司 次年（1999年）自立門戶 2009年轉投無限延伸音樂                                              |
| 施易男                   | 1995年   | 唱片發行（非全約） | 1998年   | 退出歌壇   | -                   | 開麗創意組合為經理人公司                                                                                            |
| 黃仲齊                   | 1996年   | 唱片發行（非全約） | 1998年   | 退出歌壇   | -                   | 開麗創意組合為經理人公司                                                                                            |
| 沈依智                   | 1996年   | 唱片發行（非全約） | 1998年   | 退出歌壇   | -                   | 開麗創意組合為經理人公司                                                                                            |
| 張旭召                   | 1996年   | 唱片發行（非全約） | 1998年   | 退出歌壇   | -                   | 開麗創意組合為經理人公司                                                                                            |

#### 女
| 正東唱片(台灣)女歌手列表 |          |                    |          |          |          |                          |
| 歌手                     | 加入年份 | 簽約類型           | 脫離年份 | 脫離原因 | 新公司   | 註釋                     |
| 傅薇                     | 1995年   | 唱片發行（非全約） | 1998年   | 合約期滿 | 歡樂資源 | 開麗創意組合為經理人公司 |

## 外部連結
- 環球唱片（香港） （页面存档备份，存于）